# Paul I. (Russland)

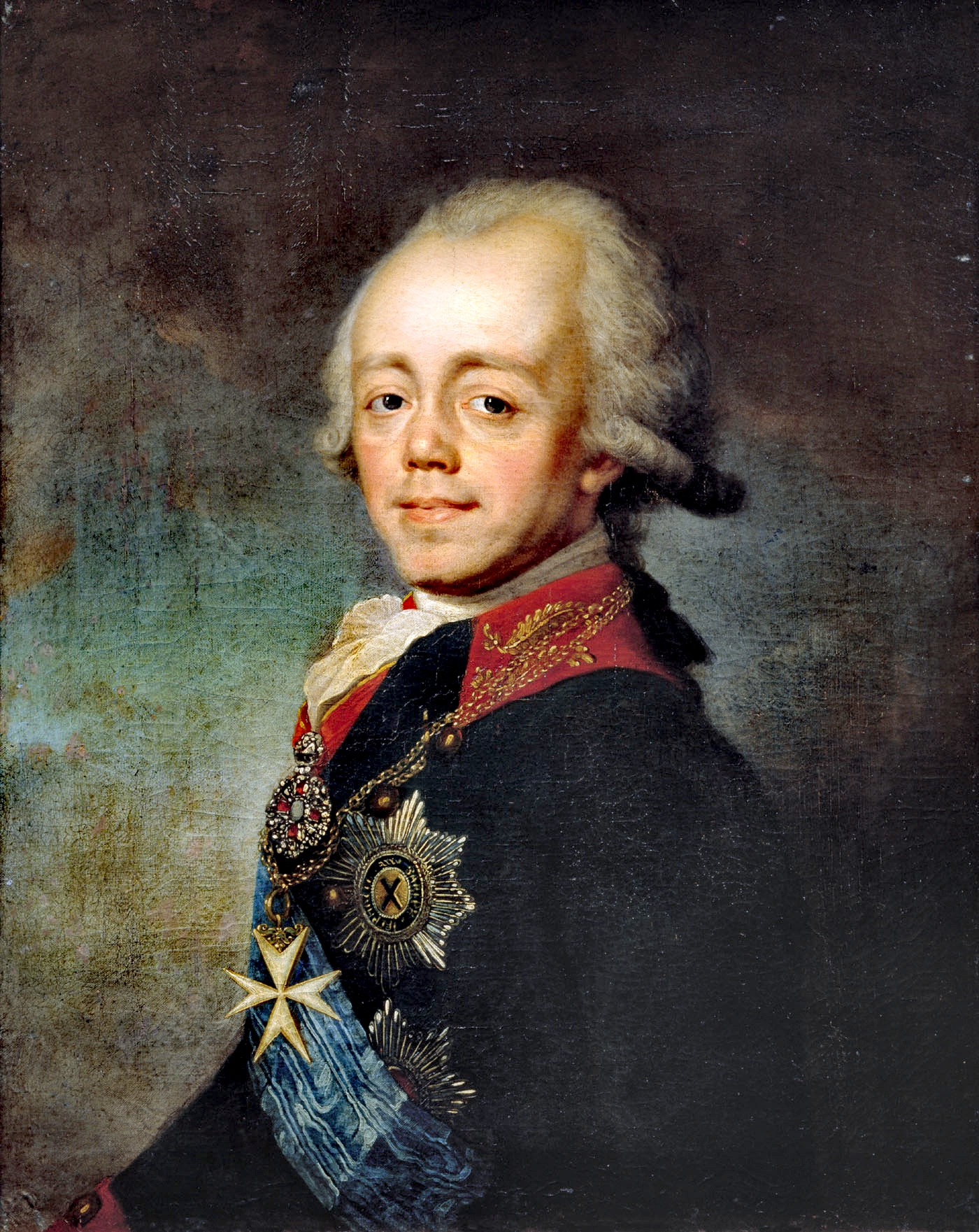
Kaiser Paul, Ölgemälde des russischen Malers Stepan Schtschukin. Pauls Unterschrift:

Paul I. (eigentlich Pawel Petrowitsch bzw. russisch: Павел Петрович, * 20. Septemberjul. / 1. Oktober 1754greg. in Sankt Petersburg; † 11. Märzjul. / 23. März 1801greg. ebenda) war 1762 bis 1773 Herzog von Holstein-Gottorf und von 1796 bis 1801 Kaiser („Zar“) von Russland, außerdem von 1799 bis 1801 Großmeister des Malteserordens. Er gehörte dem Haus Romanow-Holstein-Gottorp an.

## Leben
Als Sohn der Großfürstin Katharina, der späteren Kaiserin Katharina II. (Katharina die Große), wurde er von ihrem Gemahl Großfürst Peter, dem späteren Kaiser Peter III., als legitimer Nachkomme anerkannt. Peter war, anders als im Falle anderer Kinder, zeitlebens überzeugt, dass Paul sein leiblicher Sohn sei. Es gibt Vermutungen, Paul sei das Kind von Sergei Wassiljewitsch Graf Saltykow gewesen, doch gibt es dafür bis heute keinerlei Beweise. Paul wurde sofort nach der Geburt von seiner Mutter getrennt und wuchs am Hof seiner Großtante, der Kaiserin Elisabeth Petrowna, auf. Sie beabsichtigte zeitweilig sogar, ihn an Peters Stelle zum Erben zu machen.
Nach dem Sturz und der Ermordung Peters III. 1762 lebte Paul mit seiner Familie auf Schloss Gattschina mit eigenem Hofstaat und einer kleinen Armee, einem Geschenk seiner Mutter. Gewalt, die er in seiner Kindheit erlitten hatte, und die Entfremdung von der Mutter machten ihn reizbar und misstrauisch gegenüber seiner Umgebung. 1773 zwang ihn seine Mutter, auf sein väterliches Erbe, das Herzogtum Schleswig-Holstein-Gottorf, zu verzichten.
Am Todestag Katharinas der Großen, dem 17. November 1796, erklärte sich der 42-jährige Paul zum Kaiser. Am 5. April 1797 erließ er, wohl aus Hass auf seine Mutter, die ihn zeitlebens gedemütigt hatte, ein Dekret, das nur noch männliche Nachkommen zur Thronfolge zuließ. Am 17. April erfolgte seine offizielle Krönung.
Wie von einer fixen Idee besessen verfügte er in allen Dingen das genaue Gegenteil dessen, was zur Zeit seiner Mutter angeordnet worden war, und schloss zugleich in vielen Punkten an die Pläne seines Vaters Peter III. an, die dieser aufgrund seiner Ermordung nicht hatte umsetzen können: Er amnestierte die durch den Geheimen Staatsrat Verurteilten, befreite die politischen Gefangenen und schaffte die Wehrpflicht ab. Er schränkte die Macht der Grundbesitzer über die Leibeigenen ein und begrenzte deren Pflichtarbeit für die Landbesitzer auf drei Tage je Woche. In der Armee ließ der (genau wie schon Peter III.) als Bewunderer preußischer Bräuche bekannte Paul wieder die Soldatenzöpfe einführen, die zuvor von Grigori Potjomkin abgeschafft worden waren. König Friedrich II. von Preußen, dem viel am Wohlwollen des künftigen Zaren lag, verlieh schon dem Thronfolger Paul 1771 den höchsten preußischen Orden, den Schwarzen Adlerorden.
In der Außenpolitik löste er sich aus Enttäuschung darüber, dass Karl Emanuel IV. von Sardinien-Piemont nach der Befreiung Piemonts von der Herrschaft Napoleons nicht wieder eingesetzt wurde, aus dem Bündnis mit Österreich, Großbritannien, Neapel und dem Osmanischen Reich gegen Frankreich und schlug sich durch seine Politik der bewaffneten Neutralität faktisch auf die Seite des letzteren. Paul ließ überdies Pläne vorbereiten, die britischen Gebiete in Indien anzugreifen.
Aus Dankbarkeit für die Zuflucht in Russland setzten 1798 die Ritter des Malteserordens ihren Großmeister Hompesch ab und erklärten den Kaiser Paul zum Großmeister (de facto, nicht de jure); nach dessen Ermordung (1801) wurde 1803 wieder ordnungsgemäß ein römisch-katholischer Großmeister gewählt.
Vor seinem Schloss ließ Paul das Reiterstandbild Peters des Großen mit der Inschrift „Dem Urgroßvater vom Urenkel“ aufstellen. Aufgrund zahlreicher Morddrohungen ließ sich Paul zur eigenen Sicherheit ein massives Hochsicherheitsschloss bauen (die heutige Michaelsburg). Als Standort wurde eine kleine Insel zwischen den Flüssen Fontanka, Moika und zwei Kanälen ausgewählt.
Nach sechs Jahren Bauzeit wurde der Palast am 1. November 1800 der offizielle Wohnsitz der Familie des Kaisers. Das moderne Schloss mit seinen Zugbrücken, Wachen, den vielen Räumen, Gängen, Ebenen und zahlreichen Sicherheitsanlagen half Paul jedoch nicht. In der Nacht des 11. Märzjul. / 23. März 1801greg. fiel Paul I. einem Attentat von Verschwörern aus Kreisen des Adels (Mörder Subow, von der Pahlen, Graf Bennigsen) zum Opfer: Sie erdrosselten ihn mit seiner eigenen Schärpe, nachdem er sich geweigert hatte, seine Abdankung zu unterschreiben. Die Absetzung, nicht jedoch der Mord, soll mit dem stillen Einverständnis von Pauls Sohn Alexander geschehen sein, der nach der Tat als Alexander I. auf den Thron kam. Nach der Ermordung des Kaisers zog seine Familie ins Winterpalais zurück.
Paul wurde in der Peter-und-Paul-Kathedrale zu Sankt Petersburg beigesetzt.

## Ehe und Nachkommen

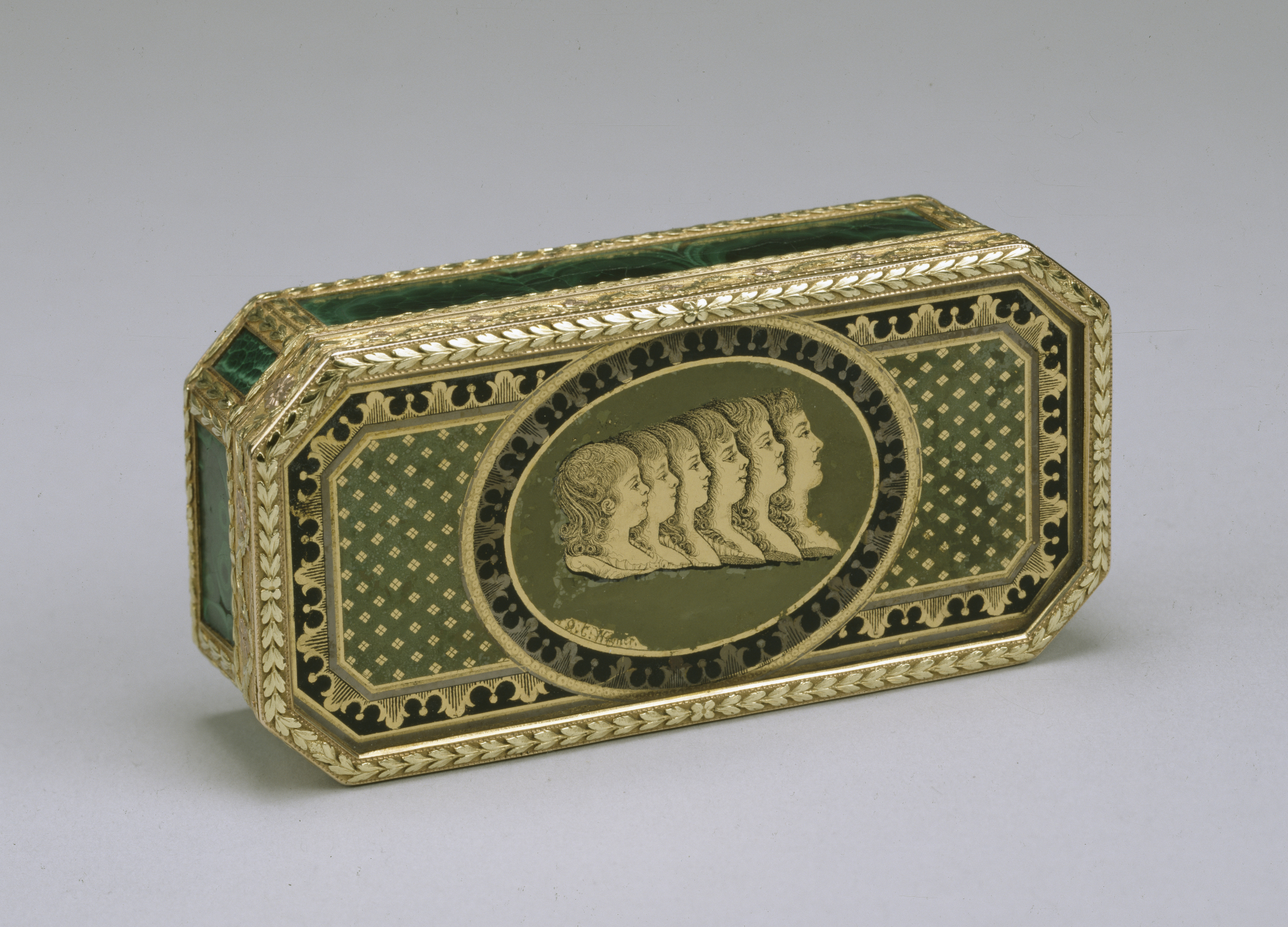
Porträt der sechs ältesten Kinder auf einer Tabakdose

1773 schloss er seine erste Ehe mit der deutschen Prinzessin Wilhelmina Luisa von Hessen-Darmstadt (1755–1776), die nach der Annahme des russisch-orthodoxen Glaubens Natalja Alexejewna hieß. Sie starb bereits am 15. Apriljul. / 26. April 1776greg., zwei Tage nach der Geburt ihres ersten Kindes.
- Tochter (*/† 13. Apriljul. / 24. April 1776greg.)

Am 7. Oktoberjul. / 18. Oktober 1776greg. heiratete er die deutsche Prinzessin Sophie Dorothee von Württemberg (1759–1828), die nach der Annahme des russisch-orthodoxen Glaubens Maria Fjodorowna hieß. Sie brachte zehn Kinder zur Welt: vier Söhne und sechs Töchter, unter ihnen die späteren Kaiser Alexander I. und Nikolaus I.:
- Alexander I. (* 23. Dezember 1777; † 1. Dezember 1825), Kaiser von Russland und König von Polen ⚭ Louise, Prinzessin von Baden
- Konstantin (* 8. Mai 1779; † 27. Juni 1831) ⚭ Juliane, Prinzessin von Sachsen-Coburg-Saalfeld
- Alexandra (* 9. August 1783; † 16. März 1801) ⚭ Joseph, Erzherzog von Österreich
- Helene (* 24. Dezember 1784; † 24. September 1803) ⚭ Friedrich Ludwig, Erbprinz von Mecklenburg-Schwerin
- Maria (* 16. Februar 1786; † 23. Juni 1859) ⚭ Carl Friedrich, Großherzog von Sachsen-Weimar-Eisenach
- Katharina (* 21. Mai 1788; † 9. Januar 1819) ⚭I (1809) Georg von Oldenburg, ⚭II (1816) Wilhelm I., König von Württemberg
- Olga (* 22. Juli 1792; † 26. Januar 1795)
- Anna (* 18. Januar 1795; † 1. März 1865) ⚭ Wilhelm II., König der Niederlande
- Nikolaus I. (* 6. Juli 1796; † 2. März 1855), Kaiser von Russland und König von Polen ⚭ Charlotte, Prinzessin von Preußen
- Michail (* 8. Februar 1798; † 9. September 1849) ⚭ Charlotte, Prinzessin von Württemberg

## Archivinformationen
Pauls Briefe an seine erste Schwiegermutter, Karoline von Pfalz-Zweibrücken (zusammen mit Briefen seiner ersten Frau an ihre Mutter), werden im Hessischen Staatsarchiv Darmstadt aufbewahrt. Darüber hinaus sind im Hessischen Staatsarchiv Darmstadt auch die Briefe Pauls an seinen ersten Schwiegervater, Ludwig IX., Landgraf von Hessen-Darmstadt (zusammen mit Briefen seiner ersten Frau an ihren Vater), aufbewahrt.
Pauls Briefwechsel mit seinem Schwager, König Friedrich I. von Württemberg (Maria Feodorovnas Bruder), geschrieben zwischen 1776 und 1801, wird im Hauptstaatsarchiv Stuttgart aufbewahrt. Pauls Briefwechsel mit seinen Schwiegereltern, Friedrich II. Eugen, Herzog von Württemberg, und Friederike Dorothea Sophia von Brandenburg-Schwedt (zusammen mit Briefen seiner Frau an ihre Eltern), geschrieben zwischen 1776 und 1797, wird ebenfalls im Hauptstaatsarchiv Stuttgart aufbewahrt.

## Vorfahren
|                                            |                                            |                                            |                                            |                                            |                                            |  |  |                                                            |                                                            |                                                            |                                                            |                                                            |                                                            |  |  |                                               |                                               |                                               |                                               |                                               |                                               |  |  | Christian Albrecht (Schleswig-Holstein-Gottorf)        | Christian Albrecht (Schleswig-Holstein-Gottorf)        | Christian Albrecht (Schleswig-Holstein-Gottorf)        | Christian Albrecht (Schleswig-Holstein-Gottorf)        | Christian Albrecht (Schleswig-Holstein-Gottorf)        | Christian Albrecht (Schleswig-Holstein-Gottorf)        |  |  | Friederike Amalie von Dänemark                        | Friederike Amalie von Dänemark                        | Friederike Amalie von Dänemark                        | Friederike Amalie von Dänemark                        | Friederike Amalie von Dänemark                        | Friederike Amalie von Dänemark                        |  |  | Karl XI. (König von Schweden)                                        | Karl XI. (König von Schweden)                                        | Karl XI. (König von Schweden)                                        | Karl XI. (König von Schweden)                                        | Karl XI. (König von Schweden)                                        | Karl XI. (König von Schweden)                                        |  |  | Ulrike Eleonore                                         | Ulrike Eleonore                                         | Ulrike Eleonore                                         | Ulrike Eleonore                                         | Ulrike Eleonore                                         | Ulrike Eleonore                                         |  |  |                                      |                                      |                                      |                                      |                                      |                                      |
|                                            |                                            |                                            |                                            |                                            |                                            |  |  |                                                            |                                                            |                                                            |                                                            |                                                            |                                                            |  |  |                                               |                                               |                                               |                                               |                                               |                                               |  |  | Christian Albrecht (Schleswig-Holstein-Gottorf)        | Christian Albrecht (Schleswig-Holstein-Gottorf)        | Christian Albrecht (Schleswig-Holstein-Gottorf)        | Christian Albrecht (Schleswig-Holstein-Gottorf)        | Christian Albrecht (Schleswig-Holstein-Gottorf)        | Christian Albrecht (Schleswig-Holstein-Gottorf)        |  |  | Friederike Amalie von Dänemark                        | Friederike Amalie von Dänemark                        | Friederike Amalie von Dänemark                        | Friederike Amalie von Dänemark                        | Friederike Amalie von Dänemark                        | Friederike Amalie von Dänemark                        |  |  | Karl XI. (König von Schweden)                                        | Karl XI. (König von Schweden)                                        | Karl XI. (König von Schweden)                                        | Karl XI. (König von Schweden)                                        | Karl XI. (König von Schweden)                                        | Karl XI. (König von Schweden)                                        |  |  | Ulrike Eleonore                                         | Ulrike Eleonore                                         | Ulrike Eleonore                                         | Ulrike Eleonore                                         | Ulrike Eleonore                                         | Ulrike Eleonore                                         |  |  |                                      |                                      |                                      |                                      |                                      |                                      |
|                                            |                                            |                                            |                                            |                                            |                                            |  |  |                                                            |                                                            |                                                            |                                                            |                                                            |                                                            |  |  |                                               |                                               |                                               |                                               |                                               |                                               |  |  |                                                        |                                                        |                                                        |                                                        |                                                        |                                                        |  |  |                                                       |                                                       |                                                       |                                                       |                                                       |                                                       |  |  |                                                                      |                                                                      |                                                                      |                                                                      |                                                                      |                                                                      |  |  |                                                         |                                                         |                                                         |                                                         |                                                         |                                                         |  |  |                                      |                                      |                                      |                                      |                                      |                                      |
|                                            |                                            |                                            |                                            |                                            |                                            |  |  |                                                            |                                                            |                                                            |                                                            |                                                            |                                                            |  |  |                                               |                                               |                                               |                                               |                                               |                                               |  |  |                                                        |                                                        |                                                        |                                                        |                                                        |                                                        |  |  |                                                       |                                                       |                                                       |                                                       |                                                       |                                                       |  |  |                                                                      |                                                                      |                                                                      |                                                                      |                                                                      |                                                                      |  |  |                                                         |                                                         |                                                         |                                                         |                                                         |                                                         |  |  |                                      |                                      |                                      |                                      |                                      |                                      |
| Johann Ludwig I. (Fürst von Anhalt-Zerbst) | Johann Ludwig I. (Fürst von Anhalt-Zerbst) | Johann Ludwig I. (Fürst von Anhalt-Zerbst) | Johann Ludwig I. (Fürst von Anhalt-Zerbst) | Johann Ludwig I. (Fürst von Anhalt-Zerbst) | Johann Ludwig I. (Fürst von Anhalt-Zerbst) |  |  | Christine Eleonore von Zeutsch (Fürstin von Anhalt-Zerbst) | Christine Eleonore von Zeutsch (Fürstin von Anhalt-Zerbst) | Christine Eleonore von Zeutsch (Fürstin von Anhalt-Zerbst) | Christine Eleonore von Zeutsch (Fürstin von Anhalt-Zerbst) | Christine Eleonore von Zeutsch (Fürstin von Anhalt-Zerbst) | Christine Eleonore von Zeutsch (Fürstin von Anhalt-Zerbst) |  |  | Albertine Friederike                          | Albertine Friederike                          | Albertine Friederike                          | Albertine Friederike                          | Albertine Friederike                          | Albertine Friederike                          |  |  | Christian August ( Fürstbischof des Hochstifts Lübeck) | Christian August ( Fürstbischof des Hochstifts Lübeck) | Christian August ( Fürstbischof des Hochstifts Lübeck) | Christian August ( Fürstbischof des Hochstifts Lübeck) | Christian August ( Fürstbischof des Hochstifts Lübeck) | Christian August ( Fürstbischof des Hochstifts Lübeck) |  |  | Friedrich IV. (Herzog von Schleswig-Holstein-Gottorf) | Friedrich IV. (Herzog von Schleswig-Holstein-Gottorf) | Friedrich IV. (Herzog von Schleswig-Holstein-Gottorf) | Friedrich IV. (Herzog von Schleswig-Holstein-Gottorf) | Friedrich IV. (Herzog von Schleswig-Holstein-Gottorf) | Friedrich IV. (Herzog von Schleswig-Holstein-Gottorf) |  |  | Hedwig Sophia von Schweden (Herzogin von Schleswig-Holstein-Gottorf) | Hedwig Sophia von Schweden (Herzogin von Schleswig-Holstein-Gottorf) | Hedwig Sophia von Schweden (Herzogin von Schleswig-Holstein-Gottorf) | Hedwig Sophia von Schweden (Herzogin von Schleswig-Holstein-Gottorf) | Hedwig Sophia von Schweden (Herzogin von Schleswig-Holstein-Gottorf) | Hedwig Sophia von Schweden (Herzogin von Schleswig-Holstein-Gottorf) |  |  | Peter I. (Kaiser von Russland)                          | Peter I. (Kaiser von Russland)                          | Peter I. (Kaiser von Russland)                          | Peter I. (Kaiser von Russland)                          | Peter I. (Kaiser von Russland)                          | Peter I. (Kaiser von Russland)                          |  |  | Katharina I. (Kaiserin von Russland) | Katharina I. (Kaiserin von Russland) | Katharina I. (Kaiserin von Russland) | Katharina I. (Kaiserin von Russland) | Katharina I. (Kaiserin von Russland) | Katharina I. (Kaiserin von Russland) |
| Johann Ludwig I. (Fürst von Anhalt-Zerbst) | Johann Ludwig I. (Fürst von Anhalt-Zerbst) | Johann Ludwig I. (Fürst von Anhalt-Zerbst) | Johann Ludwig I. (Fürst von Anhalt-Zerbst) | Johann Ludwig I. (Fürst von Anhalt-Zerbst) | Johann Ludwig I. (Fürst von Anhalt-Zerbst) |  |  | Christine Eleonore von Zeutsch (Fürstin von Anhalt-Zerbst) | Christine Eleonore von Zeutsch (Fürstin von Anhalt-Zerbst) | Christine Eleonore von Zeutsch (Fürstin von Anhalt-Zerbst) | Christine Eleonore von Zeutsch (Fürstin von Anhalt-Zerbst) | Christine Eleonore von Zeutsch (Fürstin von Anhalt-Zerbst) | Christine Eleonore von Zeutsch (Fürstin von Anhalt-Zerbst) |  |  | Albertine Friederike                          | Albertine Friederike                          | Albertine Friederike                          | Albertine Friederike                          | Albertine Friederike                          | Albertine Friederike                          |  |  | Christian August ( Fürstbischof des Hochstifts Lübeck) | Christian August ( Fürstbischof des Hochstifts Lübeck) | Christian August ( Fürstbischof des Hochstifts Lübeck) | Christian August ( Fürstbischof des Hochstifts Lübeck) | Christian August ( Fürstbischof des Hochstifts Lübeck) | Christian August ( Fürstbischof des Hochstifts Lübeck) |  |  | Friedrich IV. (Herzog von Schleswig-Holstein-Gottorf) | Friedrich IV. (Herzog von Schleswig-Holstein-Gottorf) | Friedrich IV. (Herzog von Schleswig-Holstein-Gottorf) | Friedrich IV. (Herzog von Schleswig-Holstein-Gottorf) | Friedrich IV. (Herzog von Schleswig-Holstein-Gottorf) | Friedrich IV. (Herzog von Schleswig-Holstein-Gottorf) |  |  | Hedwig Sophia von Schweden (Herzogin von Schleswig-Holstein-Gottorf) | Hedwig Sophia von Schweden (Herzogin von Schleswig-Holstein-Gottorf) | Hedwig Sophia von Schweden (Herzogin von Schleswig-Holstein-Gottorf) | Hedwig Sophia von Schweden (Herzogin von Schleswig-Holstein-Gottorf) | Hedwig Sophia von Schweden (Herzogin von Schleswig-Holstein-Gottorf) | Hedwig Sophia von Schweden (Herzogin von Schleswig-Holstein-Gottorf) |  |  | Peter I. (Kaiser von Russland)                          | Peter I. (Kaiser von Russland)                          | Peter I. (Kaiser von Russland)                          | Peter I. (Kaiser von Russland)                          | Peter I. (Kaiser von Russland)                          | Peter I. (Kaiser von Russland)                          |  |  | Katharina I. (Kaiserin von Russland) | Katharina I. (Kaiserin von Russland) | Katharina I. (Kaiserin von Russland) | Katharina I. (Kaiserin von Russland) | Katharina I. (Kaiserin von Russland) | Katharina I. (Kaiserin von Russland) |
|                                            |                                            |                                            |                                            |                                            |                                            |  |  |                                                            |                                                            |                                                            |                                                            |                                                            |                                                            |  |  |                                               |                                               |                                               |                                               |                                               |                                               |  |  |                                                        |                                                        |                                                        |                                                        |                                                        |                                                        |  |  |                                                       |                                                       |                                                       |                                                       |                                                       |                                                       |  |  |                                                                      |                                                                      |                                                                      |                                                                      |                                                                      |                                                                      |  |  |                                                         |                                                         |                                                         |                                                         |                                                         |                                                         |  |  |                                      |                                      |                                      |                                      |                                      |                                      |
|                                            |                                            |                                            |                                            |                                            |                                            |  |  |                                                            |                                                            |                                                            |                                                            |                                                            |                                                            |  |  |                                               |                                               |                                               |                                               |                                               |                                               |  |  |                                                        |                                                        |                                                        |                                                        |                                                        |                                                        |  |  |                                                       |                                                       |                                                       |                                                       |                                                       |                                                       |  |  |                                                                      |                                                                      |                                                                      |                                                                      |                                                                      |                                                                      |  |  |                                                         |                                                         |                                                         |                                                         |                                                         |                                                         |  |  |                                      |                                      |                                      |                                      |                                      |                                      |
|                                            |                                            |                                            |                                            |                                            |                                            |  |  | Christian August (Fürst von Anhalt-Zerbst)                 | Christian August (Fürst von Anhalt-Zerbst)                 | Christian August (Fürst von Anhalt-Zerbst)                 | Christian August (Fürst von Anhalt-Zerbst)                 | Christian August (Fürst von Anhalt-Zerbst)                 | Christian August (Fürst von Anhalt-Zerbst)                 |  |  | Johanna Elisabeth (Fürstin von Anhalt-Zerbst) | Johanna Elisabeth (Fürstin von Anhalt-Zerbst) | Johanna Elisabeth (Fürstin von Anhalt-Zerbst) | Johanna Elisabeth (Fürstin von Anhalt-Zerbst) | Johanna Elisabeth (Fürstin von Anhalt-Zerbst) | Johanna Elisabeth (Fürstin von Anhalt-Zerbst) |  |  |                                                        |                                                        |                                                        |                                                        |                                                        |                                                        |  |  |                                                       |                                                       |                                                       |                                                       |                                                       |                                                       |  |  | Karl Friedrich (Herzog von Schleswig-Holstein-Gottorf)               | Karl Friedrich (Herzog von Schleswig-Holstein-Gottorf)               | Karl Friedrich (Herzog von Schleswig-Holstein-Gottorf)               | Karl Friedrich (Herzog von Schleswig-Holstein-Gottorf)               | Karl Friedrich (Herzog von Schleswig-Holstein-Gottorf)               | Karl Friedrich (Herzog von Schleswig-Holstein-Gottorf)               |  |  | Anna Petrowna (Herzogin von Schleswig-Holstein-Gottorf) | Anna Petrowna (Herzogin von Schleswig-Holstein-Gottorf) | Anna Petrowna (Herzogin von Schleswig-Holstein-Gottorf) | Anna Petrowna (Herzogin von Schleswig-Holstein-Gottorf) | Anna Petrowna (Herzogin von Schleswig-Holstein-Gottorf) | Anna Petrowna (Herzogin von Schleswig-Holstein-Gottorf) |  |  | Elisabeth (Kaiserin von Russland)    | Elisabeth (Kaiserin von Russland)    | Elisabeth (Kaiserin von Russland)    | Elisabeth (Kaiserin von Russland)    | Elisabeth (Kaiserin von Russland)    | Elisabeth (Kaiserin von Russland)    |
|                                            |                                            |                                            |                                            |                                            |                                            |  |  | Christian August (Fürst von Anhalt-Zerbst)                 | Christian August (Fürst von Anhalt-Zerbst)                 | Christian August (Fürst von Anhalt-Zerbst)                 | Christian August (Fürst von Anhalt-Zerbst)                 | Christian August (Fürst von Anhalt-Zerbst)                 | Christian August (Fürst von Anhalt-Zerbst)                 |  |  | Johanna Elisabeth (Fürstin von Anhalt-Zerbst) | Johanna Elisabeth (Fürstin von Anhalt-Zerbst) | Johanna Elisabeth (Fürstin von Anhalt-Zerbst) | Johanna Elisabeth (Fürstin von Anhalt-Zerbst) | Johanna Elisabeth (Fürstin von Anhalt-Zerbst) | Johanna Elisabeth (Fürstin von Anhalt-Zerbst) |  |  |                                                        |                                                        |                                                        |                                                        |                                                        |                                                        |  |  |                                                       |                                                       |                                                       |                                                       |                                                       |                                                       |  |  | Karl Friedrich (Herzog von Schleswig-Holstein-Gottorf)               | Karl Friedrich (Herzog von Schleswig-Holstein-Gottorf)               | Karl Friedrich (Herzog von Schleswig-Holstein-Gottorf)               | Karl Friedrich (Herzog von Schleswig-Holstein-Gottorf)               | Karl Friedrich (Herzog von Schleswig-Holstein-Gottorf)               | Karl Friedrich (Herzog von Schleswig-Holstein-Gottorf)               |  |  | Anna Petrowna (Herzogin von Schleswig-Holstein-Gottorf) | Anna Petrowna (Herzogin von Schleswig-Holstein-Gottorf) | Anna Petrowna (Herzogin von Schleswig-Holstein-Gottorf) | Anna Petrowna (Herzogin von Schleswig-Holstein-Gottorf) | Anna Petrowna (Herzogin von Schleswig-Holstein-Gottorf) | Anna Petrowna (Herzogin von Schleswig-Holstein-Gottorf) |  |  | Elisabeth (Kaiserin von Russland)    | Elisabeth (Kaiserin von Russland)    | Elisabeth (Kaiserin von Russland)    | Elisabeth (Kaiserin von Russland)    | Elisabeth (Kaiserin von Russland)    | Elisabeth (Kaiserin von Russland)    |
|                                            |                                            |                                            |                                            |                                            |                                            |  |  |                                                            |                                                            |                                                            |                                                            |                                                            |                                                            |  |  |                                               |                                               |                                               |                                               |                                               |                                               |  |  |                                                        |                                                        |                                                        |                                                        |                                                        |                                                        |  |  |                                                       |                                                       |                                                       |                                                       |                                                       |                                                       |  |  |                                                                      |                                                                      |                                                                      |                                                                      |                                                                      |                                                                      |  |  |                                                         |                                                         |                                                         |                                                         |                                                         |                                                         |  |  |                                      |                                      |                                      |                                      |                                      |                                      |
|                                            |                                            |                                            |                                            |                                            |                                            |  |  |                                                            |                                                            |                                                            |                                                            |                                                            |                                                            |  |  |                                               |                                               |                                               |                                               |                                               |                                               |  |  |                                                        |                                                        |                                                        |                                                        |                                                        |                                                        |  |  |                                                       |                                                       |                                                       |                                                       |                                                       |                                                       |  |  |                                                                      |                                                                      |                                                                      |                                                                      |                                                                      |                                                                      |  |  |                                                         |                                                         |                                                         |                                                         |                                                         |                                                         |  |  |                                      |                                      |                                      |                                      |                                      |                                      |
|                                            |                                            |                                            |                                            |                                            |                                            |  |  |                                                            |                                                            |                                                            |                                                            |                                                            |                                                            |  |  | Friedrich August (Fürst von Anhalt-Zerbst)    | Friedrich August (Fürst von Anhalt-Zerbst)    | Friedrich August (Fürst von Anhalt-Zerbst)    | Friedrich August (Fürst von Anhalt-Zerbst)    | Friedrich August (Fürst von Anhalt-Zerbst)    | Friedrich August (Fürst von Anhalt-Zerbst)    |  |  | Katharina II. (Kaiserin von Russland)                  | Katharina II. (Kaiserin von Russland)                  | Katharina II. (Kaiserin von Russland)                  | Katharina II. (Kaiserin von Russland)                  | Katharina II. (Kaiserin von Russland)                  | Katharina II. (Kaiserin von Russland)                  |  |  | Peter III. (Kaiser von Russland)                      | Peter III. (Kaiser von Russland)                      | Peter III. (Kaiser von Russland)                      | Peter III. (Kaiser von Russland)                      | Peter III. (Kaiser von Russland)                      | Peter III. (Kaiser von Russland)                      |  |  |                                                                      |                                                                      |                                                                      |                                                                      |                                                                      |                                                                      |  |  |                                                         |                                                         |                                                         |                                                         |                                                         |                                                         |  |  |                                      |                                      |                                      |                                      |                                      |                                      |
|                                            |                                            |                                            |                                            |                                            |                                            |  |  |                                                            |                                                            |                                                            |                                                            |                                                            |                                                            |  |  | Friedrich August (Fürst von Anhalt-Zerbst)    | Friedrich August (Fürst von Anhalt-Zerbst)    | Friedrich August (Fürst von Anhalt-Zerbst)    | Friedrich August (Fürst von Anhalt-Zerbst)    | Friedrich August (Fürst von Anhalt-Zerbst)    | Friedrich August (Fürst von Anhalt-Zerbst)    |  |  | Katharina II. (Kaiserin von Russland)                  | Katharina II. (Kaiserin von Russland)                  | Katharina II. (Kaiserin von Russland)                  | Katharina II. (Kaiserin von Russland)                  | Katharina II. (Kaiserin von Russland)                  | Katharina II. (Kaiserin von Russland)                  |  |  | Peter III. (Kaiser von Russland)                      | Peter III. (Kaiser von Russland)                      | Peter III. (Kaiser von Russland)                      | Peter III. (Kaiser von Russland)                      | Peter III. (Kaiser von Russland)                      | Peter III. (Kaiser von Russland)                      |  |  |                                                                      |                                                                      |                                                                      |                                                                      |                                                                      |                                                                      |  |  |                                                         |                                                         |                                                         |                                                         |                                                         |                                                         |  |  |                                      |                                      |                                      |                                      |                                      |                                      |
|                                            |                                            |                                            |                                            |                                            |                                            |  |  |                                                            |                                                            |                                                            |                                                            |                                                            |                                                            |  |  |                                               |                                               |                                               |                                               |                                               |                                               |  |  |                                                        |                                                        |                                                        |                                                        |                                                        |                                                        |  |  |                                                       |                                                       |                                                       |                                                       |                                                       |                                                       |  |  |                                                                      |                                                                      |                                                                      |                                                                      |                                                                      |                                                                      |  |  |                                                         |                                                         |                                                         |                                                         |                                                         |                                                         |  |  |                                      |                                      |                                      |                                      |                                      |                                      |
|                                            |                                            |                                            |                                            |                                            |                                            |  |  |                                                            |                                                            |                                                            |                                                            |                                                            |                                                            |  |  |                                               |                                               |                                               |                                               |                                               |                                               |  |  |                                                        |                                                        |                                                        |                                                        |                                                        |                                                        |  |  |                                                       |                                                       |                                                       |                                                       |                                                       |                                                       |  |  |                                                                      |                                                                      |                                                                      |                                                                      |                                                                      |                                                                      |  |  |                                                         |                                                         |                                                         |                                                         |                                                         |                                                         |  |  |                                      |                                      |                                      |                                      |                                      |                                      |
|                                            |                                            |                                            |                                            |                                            |                                            |  |  |                                                            |                                                            |                                                            |                                                            |                                                            |                                                            |  |  |                                               |                                               |                                               |                                               |                                               |                                               |  |  | Anna Petrovna (1757–1759)                              | Anna Petrovna (1757–1759)                              | Anna Petrovna (1757–1759)                              | Anna Petrovna (1757–1759)                              | Anna Petrovna (1757–1759)                              | Anna Petrovna (1757–1759)                              |  |  | Paul I. (Kaiser von Russland)                         | Paul I. (Kaiser von Russland)                         | Paul I. (Kaiser von Russland)                         | Paul I. (Kaiser von Russland)                         | Paul I. (Kaiser von Russland)                         | Paul I. (Kaiser von Russland)                         |  |  |                                                                      |                                                                      |                                                                      |                                                                      |                                                                      |                                                                      |  |  |                                                         |                                                         |                                                         |                                                         |                                                         |                                                         |  |  |                                      |                                      |                                      |                                      |                                      |                                      |

## Filme
- 1928: Der Patriot von Ernst Lubitsch mit Emil Jannings